# Kalamu
De gemeente Kalamu is een gemeente in het district Funa in de stadsprovincie Kinshasa, hoofdstad van de Democratische Republiek Congo.
Het maakt deel uit van de stad die zich na de onafhankelijkheid ontwikkelde ten zuiden van de luchthaven N'Dolo en ten zuidoosten van het stadscentrum. In het noorden van de gemeente bevinden zich de populaire uitgaanswijken Matonge en rond-point Victoire, evenals het stade Tata Raphaël.
| \| De 4 districten en 24 gemeentes van Kinshasa \| |                   |  |
| District Lukunga District Funa District Mont-Amba District Tshangu Brazzaville Kongo Pool Malebo M'Bamou Baai van Ngaliema Gombe Barumbu Kin. Ling. K.-V. Ng.-Ng. Kal. Banda- lungwa Kintambo Ngaliema Selembao Bumbu Makala Ngaba Lemba Limete Matete Kisenso Masina Ndjili Kimbanseke Nsele Mont-Ngafula N. M.-N. Ns. Kim. Maluku |                   |  |
| afkortingen: stadscentrum: Kinshasa (Kin.), Kasa-Vubu (K.-V.), Lingwala (Ling.), Ngiri-Ngiri (Ng.-Ng.) provinciekaart: Ngaliema (N.), Mont-Ngafula (M.-N.), Kimbanseke (Kim.), Nsele (Ns.) |                   |  |
| De 4 districten en 24 gemeentes van Kinshasa | Vlag van Kinshasa |  |